# Northview
Northview es un lugar designado por el censo ubicado en el condado de Kent en el estado estadounidense de Míchigan. En el Censo de 2010 tenía una población de 14541 habitantes y una densidad poblacional de 508,77 personas por km².

## Geografía
Northview se encuentra ubicado en las coordenadas 43°2′40″N 85°36′15″O / 43.04444, -85.60417. Según la Oficina del Censo de los Estados Unidos, Northview tiene una superficie total de 28.58 km², de la cual 26.77 km² corresponden a tierra firme y (6.33%) 1.81 km² es agua.

## Demografía
Según el censo de 2010, había 14541 personas residiendo en Northview. La densidad de población era de 508,77 hab./km². De los 14541 habitantes, Northview estaba compuesto por el 91.49% blancos, el 3.61% eran afroamericanos, el 0.29% eran amerindios, el 1.26% eran asiáticos, el 0.06% eran isleños del Pacífico, el 0.7% eran de otras razas y el 2.6% pertenecían a dos o más razas. Del total de la población el 2.86% eran hispanos o latinos de cualquier raza.